# Patrick Hamill
Patrick Hamill (ur. 28 kwietnia 1817 w Maryland, zm. 15 stycznia 1895 w Maryland) – amerykański polityk, działacz Partii Demokratycznej. W latach 1869–1871 był przedstawicielem czwartego okręgu wyborczego w stanie Maryland w Izbie Reprezentantów Stanów Zjednoczonych.